# Mink Car
Mink Car è l'ottavo album in studio del gruppo musicale alternative rock statunitense They Might Be Giants, pubblicato nel 2001.

## Tracce
Edizione statunitense
1. Bangs - 3:09
2. Cyclops Rock - 2:38 (con Cerys Matthews)
3. Man, It's So Loud In Here – 3:59
4. Mr. Xcitement – 3:36 (con Mike Doughty)
5. Another First Kiss – 3:06
6. I've Got A Fang – 2:32
7. Hovering Sombrero – 2:13
8. Yeh Yeh – 2:40
9. Hopeless Bleak Despair – 3:08
10. Drink! – 1:49
11. My Man – 2:57
12. Older – 1:58
13. Mink Car – 2:09
14. Wicked Little Critta – 2:11
15. Finished With Lies – 3:18
16. (She Thinks She's) Edith Head – 2:37
17. Working Undercover for the Man – 2:19

Edizione europea
1. Man, It's So Loud In Here – 3:59
2. Boss of Me – 2:57
3. Cyclops Rock – 2:38
4. Another First Kiss – 3:06
5. Bangs – 3:09
6. My Man – 2:57
7. Drink! – 1:49
8. Your Mom's Alright – 2:59 (con Mike Doughty)
9. Hovering Sombrero – 2:13
10. Yeh Yeh – 2:40
11. I've Got A Fang – 2:32
12. Mink Car – 2:09
13. Hopeless Bleak Despair – 3:08
14. Older – 1:58

## Formazione
- John Flansburgh
- John Linnell